# Culte héroïque romain
Cet article concerne le culte héroïque dans la Rome antique. Pour les autres cultures, voir Culte héroïque.
Comme en Grèce, on trouve à Rome des témoignages sur le culte de plusieurs personnages héroïques dont l'existence était, pour les Romains, à la frontière de la mythologie et de l'histoire. En effet, ces cultes sont souvent liés aux récits des origines de la ville.

## Culte d'Hercule
Il fut institué par Évandre après l'épisode qui mit aux prises Hercule et Cacus. C'est le seul culte de rite grec que Romulus voulut bien admettre après la fondation de la ville. Hercule était honoré à l'Ara maxima, autel spécialement établi dans cette intention. Sources: Tite-Live (1,7) et Denys d'Halicarnasse.

## Culte d'Énée
L'ancêtre troyen des Romains avait son culte à Lavinium, ville qu'il avait fondée après avoir fait la paix avec le roi Latinus et épousé Lavinia, fille de Latinus, qui donna son nom à la ville.